# Châu Lý
Châu Lý (chữ Nho: 李州, tiếng Chăm: Ulik) là tên cũ của vùng đất Hóa Châu đời nhà Trần, ngày nay là Thành phố Huế, Thành phố Đà Nẵng và phía bắc tỉnh Quảng Nam.
"Theo Nguyên sử, bi ký Champa có nói đến hai châu Ulik và Vuyar, áng chừng ở phía Bắc "cựu châu" Amuravati (Quảng Nam-Quảng Ngãi). Hà Văn Tấn và Trần Thị Tâm cho rằng Ulik và Vuyar cũng là Ô, Lý chép trong sử Việt và Ô Lệ, Việt Lý chép trong sử Nguyên".
Năm 339, nhà Đông Tấn (Trung Quốc) suy yếu, Vương quốc Chăm Pa, một nước mới thành lập ở phía Nam đèo Hải Vân, đem quân đánh chiếm vùng đất bộ Việt Thường. Vùng đất này trở thành biên địa phía Bắc của Vương quốc Chăm Pa độc lập với cơ cấu 5 châu: Bố Chính, Địa Lý, Ma Linh, Ô và Rí (Lý).
Năm 1306, vua Chàm là Chế Mân (Jaya Simhavarman III) sai sứ dâng chiếu tới vua của Đại Việt bấy giờ là Trần Anh Tông để cầu hôn với công chúa Huyền Trân, em của vua. Vua Trần bằng lòng gả em gái cho Chế Mân và nhận hai châu Ô và Rí (châu Lý) - tổng cộng khoảng ngàn dặm vuông - mà Chế Mân dâng làm vật sính lễ. Sau này, nhà Trần đổi tên châu Lý thành Hoá Châu.